# Смешанная парная сборная Казахстана по кёрлингу
Смешанная парная сборная Казахстана по кёрлингу — смешанная национальная сборная команда (составленная из одного мужчины и одной женщины), представляет Казахстан на международных соревнованиях по кёрлингу. Управляющей организацией выступает Ассоциация кёрлинга Казахстана (англ. Kazakhstan Curling Association).

## Результаты выступлений

### Чемпионаты мира
| Год       | Место          | Игры           | Победы         | Поражения      | Состав (женщина, мужчина, тренер)                       |
| --------- | -------------- | -------------- | -------------- | -------------- | ------------------------------------------------------- |
| 2008—2013 | не участвовали | не участвовали | не участвовали | не участвовали | не участвовали                                          |
| 2014      | 28             | 8              | 2              | 6              | Ольга Тен, Александр Орлов                              |
| 2015      | не участвовали | не участвовали | не участвовали | не участвовали | не участвовали                                          |
| 2016      | 38             | 6              | 0              | 6              | Ольга Тен, Виктор Ким                                   |
| 2017      | 38             | 7              | 0              | 7              | Diana Torkina, Виктор Ким                               |
| 2018      | 23             | 7              | 3              | 4              | Ситора Аллиярова, Абылайхан Жузбай, Виктор Ким (тренер) |
| 2019      | 25             | 7              | 4              | 3              | Ситора Аллиярова, Абылайхан Жузбай, Виктор Ким (тренер) |

(данные отсюда:)

### Квалификационные турниры кчемпионатам мира
| Год       | Место | Игры | Победы | Поражения | Состав (женщина, мужчина, тренер)                                            |
| --------- | ----- | ---- | ------ | --------- | ---------------------------------------------------------------------------- |
| 2019/2020 | 21    | 6    | 2      | 4         | Ситора Аллиярова, Абылайхан Жузбай, Виктор Ким (тренер), Эркки Лилл (тренер) |
| 2022/2023 | 10    | 5    | 3      | 2         | Yekaterina Kolykhalova, Adil Zhumagozha, Armin Harder (тренер)               |

### Азиатские игры
| Год  | Место | Игры | Победы | Поражения | Состав (женщина, мужчина, тренер)                                                             |
| ---- | ----- | ---- | ------ | --------- | --------------------------------------------------------------------------------------------- |
| 2025 | 7     | 5    | 2      | 3         | Amina Seitzhanova, Azizbek Nadirbayev, Amanzhol Tulegenov (тренер), Абылайхан Жузбай (тренер) |